# 저조선

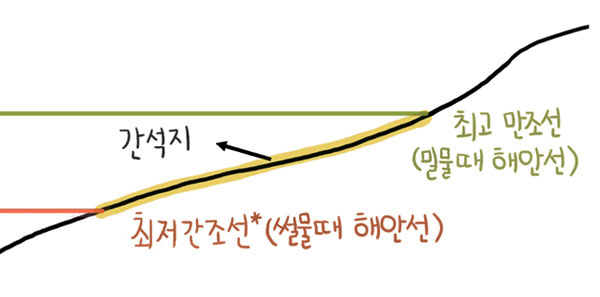
저조선의 이해

저조선(低潮線)은 '낮은 조류의 선'이란 뜻으로 가장 낮은 수위의 조류가 형성하는 해안선을 말한다. 최저 간조선, 혹은 최저 조위선이라고도 한다. 이는 영토와 영해를 구분하는 기준이 되며 저조선이 기선인 까닭에 간석지가 영토에 포함된다.